# インド文学

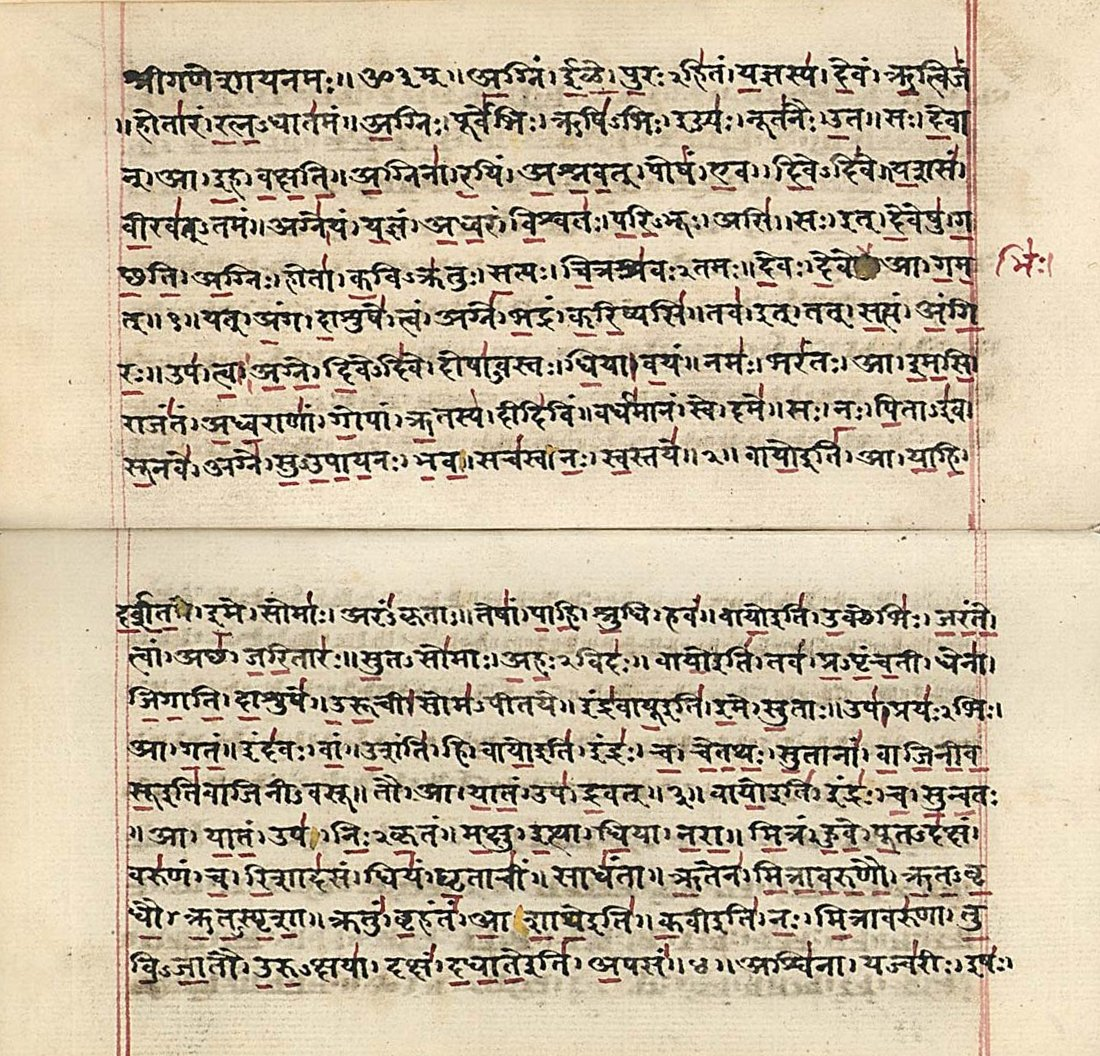
『リグ・ヴェーダ』
古代インドの聖典であるヴェーダの1つ

インド文学（インドぶんがく）は、現在のインド共和国を中心とする地域の文芸、及びそれらの作品や作家を研究する学問を指す。古典期のサンスクリット語や、現在もっとも話者が多いヒンディー語、ドラヴィダ文化に属しサンスクリットと異なる独自の古典文芸を持つタミル語など多数の言語により作品が生み出されている。広義には、ヴェーダや、ヒンドゥー教の聖典であるプラーナ文献、古代の法典であるダルマ・シャーストラ、仏教のパーリ語経典などの文献も含まれる。

## インド文学史

### ヴェーダ
『リグ・ヴェーダ』の最古の部分は紀元前18世紀までさかのぼるとされている。古代インドでは、聖典が口頭伝承によって伝えられた。パンディト (Pandit) と呼ばれる集団によって伝承され、その方法はシュルティ（天啓聖典） (Śruti) とスムリティ（伝承聖典） (Smriti) に区別された。シュルティは紀元前7世紀頃に完成された伝統的なヴェーダ文献を表し、特に口伝が重視された。スムリティは祭式の方法などを伝える実用的な内容を表し、簡略な文体をもつ。シュルティも後世には文字で記録されるようになった。古典として有名な『マハーバーラタ』や『ラーマーヤナ』、ダルマ・シャーストラのマヌ法典はスムリティに属する。

### 古典期

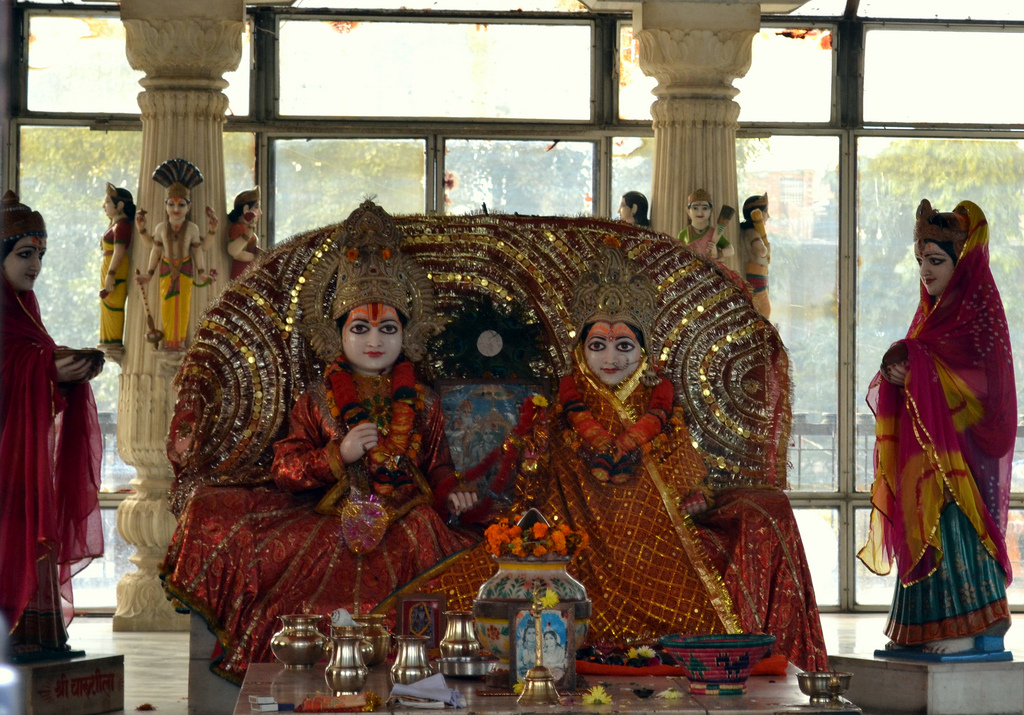
ラーマーヤナの主人公ラーマ王子とその妃シーター

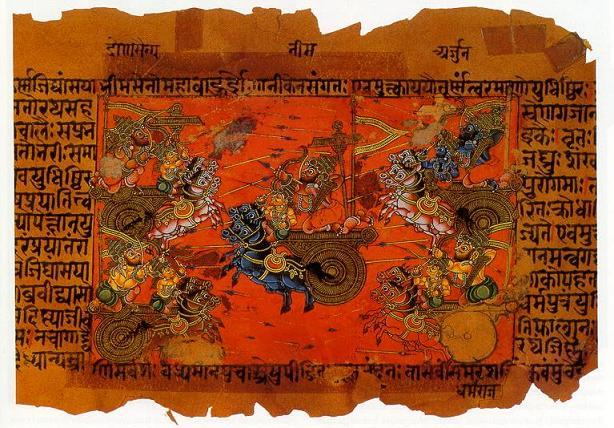
マハーバーラタ
クルクシェートラの戦いを描いた画

古代インドの代表的な作品として、サンスクリット語の長大な叙事詩である『ラーマーヤナ』と『マハーバーラタ』が知られる。『ラーマーヤナ』はコーサラ国の英雄ラーマ王子の伝説集で、詩人ヴァールミーキ (Valmiki) の作ともいわれ、3世紀頃に現在の内容にまとめられた。『マハーバーラタ』はパーンダヴァ族とバーラタ族の戦いを中心とした物語で、伝説のリシ（聖仙）であるヴィヤーサの作ともいわれ、グプタ朝の時代に現在の内容にまとめられた。ともにヒンドゥー教の世界観を表しており、『マハーバーラタ』には重要な聖典である詩編『バガヴァッド・ギーター』が含まれている。2世紀頃には、アシュバゴーシャが仏陀の生涯を『ブッダ・チャリタ』という叙事詩にしている。アシュバゴーシャは現存する最古のサンスクリット語の戯曲の作者でもある。
南インドでは、紀元前3世紀から西暦3世紀にかけてタミル文学が盛んになった。二大詩華集『エットゥハイ』 (Eṭṭuttokai) や『パットゥパーットゥ』 (Pattuppāṭṭu) や、音韻論や詩論を含む文法書『トルハーッピヤム』 (Tolkāppiyam) が作られ、マドゥライに存在した学術院にちなんでサンガム文学（シャンガム文学）とも呼ばれた。
サンスクリット文学はグプタ朝の時代に最盛期を迎えた。5世紀頃には、詩人・劇作家のカーリダーサが『シャクンタラー』をはじめ多数の戯曲や詩を作って活躍した。その一方で、俗語にあたるプラークリット語の古典劇や詩作も行われるようになった。

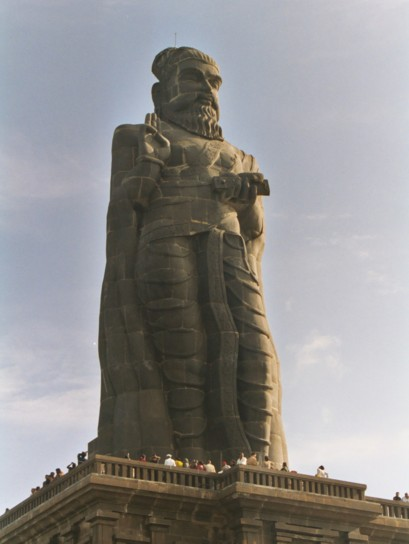
カンニヤークマリにあるティルヴァッルヴァル像

インドにおける人生の三大目的といわれる「法」（ダルマ）、「財」（アルタ）、「愛」（カーマ）も文芸の題材となり、その最も早い作品にはティルヴァッルヴァルによるタミル語の箴言詩集『ティルックラル』がある。5世紀の文法学者としても伝えられるバルトリハリの箴言詩は、天国へ至るための『離欲百頌』、世俗の交際についての『処世百頌』、恋愛についての『恋愛百頌』があり、のちに『シャタカ・トラヤム（三百頌）』 (Śatakatraya) としてまとめられた。ヴァーツヤーヤナの性愛論書として有名な『カーマ・スートラ』は、4世紀から5世紀に成立したとされる。

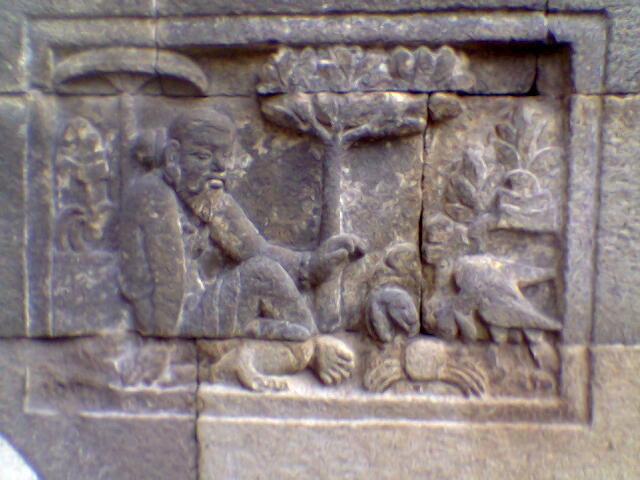
パンチャタントラのレリーフ（インドネシア）

古来より、説話集も作られた。重要なものとして、プラークリット語に属するパーリ語の仏教説話のジャータカや、現存する最古の児童文学ともいわれる『パンチャタントラ』がある。散文作品では、7世紀頃からサンスクリットの伝奇小説が台頭し、ダンディンが『ダシャクマーラチャリタ（十王子物語）』を著している。

### 中世
地方語の文芸が盛んになり、サンスクリット文学の古典も地方語に翻訳されるようになった。南インドでは、9世紀にカンナダ語による修辞論・詩論『カヴィラージャマールガ』 (Kavirajamarga) が書かれ、11世紀にテルグ語の詩人ナンヤナ (Nannayya) が『ラーマーヤナ』を翻訳した。タミル語とサンスクリット語が混じってマニプラヴァーラという文体が使われるようになり、同時期にマラヤーラム語がタミル語から派生した。マラヤーラム語では13世紀に『マハーバーラタ』が訳された。

#### 中世サンスクリット文学
サンスクリット語の著名な詩人には、恋愛詩とその成立についての伝説で有名な11世紀のビルハナ、クリシュナにまつわる叙情詩『ギータ・ゴーヴィンダ』 (Gita Govinda) を書いた13世紀のジャヤデーヴァ (Jayadeva) などがいる。バルトリハリの『シャタカ・トラヤム』は、10世紀から12世紀にかけてまとめられた。
説話集としては、ソーマデーヴァの『ヴェーターラ・パンチャヴィンシャティカー（屍鬼二十五話）』や、『シュカ・サプタティ（鸚鵡七十話）』などがある。インドの説話集に見られる枠物語の構造は、『千夜一夜物語』の成立にも影響を与えたとされる。

#### 13世紀以降

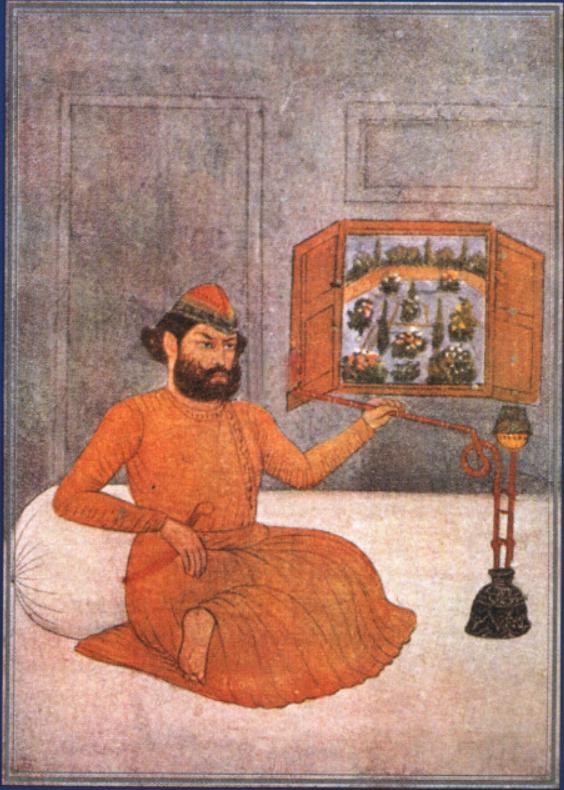
詩人、ミール・タキー・ミール

ムスリムの進出によるデリー・スルターン朝以降の時代は、ペルシア語が行政、学問、宮廷文学に用いられるようになる。特にムガル帝国では古典がペルシア語に翻訳され、ペルシア語の創作も行われた。ペルシア語やアラビア語の影響を受けて生まれたヒンドゥスターニー語での創作も始まり、15世紀のカビールはヒンディー語で宗教詩を残し、18世紀のミール・タキー・ミールはウルドゥー語で多数の恋愛詩（ガザル）を書いた。しかし、詩集の序文や詩人列伝などはペルシア語で書かれ、ヒンディー語やウルドゥー語の散文が本格化するのは19世紀以降のこととなる。

### 近現代

#### 19世紀
近代以降の散文文学の広まりは、1800年のフォート・ウィリアム・カレッジ (Fort William College) 設立がきっかけとなった。これはイギリス東インド会社がイギリス人職員の現地語教育のためにコルカタに設立した機関であり、インドの言語、法律、歴史、風俗などを教えた。カレッジにはヒンドゥスターニー語をはじめ各言語の語学科が設立され、サンスクリット語、ペルシア語、アラビア語、英語などの文献が各地方語に翻訳され、文法書や辞典も作られた。
インド大反乱以降には、近代化や独立を求める運動が高まり、文芸もその影響を受けてゆく。これまで散文作品が盛んでなかった言語でも散文体が書かれるようになり、ガーリブ (Ghalib) は、ペルシア語彙を豊富に用いたウルドゥー語で詩や書簡集を書いた。ベンガルでは、ベンガル・ルネサンス (Bengal Renaissance) と呼ばれる運動が起き、小説家のバンキム・チャンドラ・チャットパディヤーイ (Bankim Chandra Chattopadhyay) や、詩人のマイケル・ダット (Michael Madhusudan Dutt) らのベンガル語作品にも影響を及ぼした。

#### 20世紀

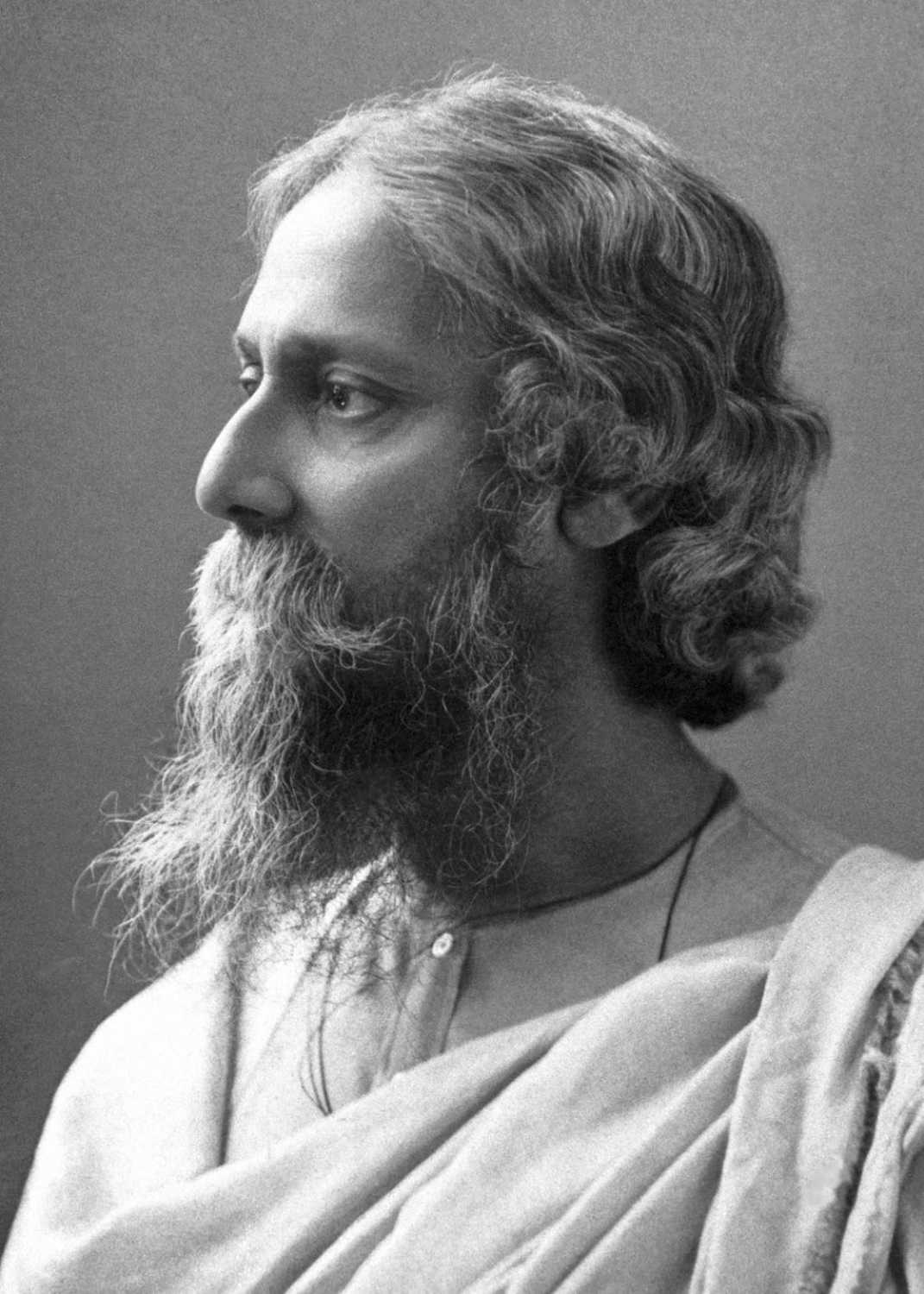
ラビンドラナート・タゴール

小説においては、ムンシー・プレームチャンドによってリアリズムが広まった。プレームチャンドはウルドゥー語とヒンディー語で創作し、社会への問題意識を表現した。ベンガル語の詩人ラビンドラナート・タゴールは、詩集『ギーターンジャリ』を自ら英訳して好評を博し、1913年にアジア人として初のノーベル賞となるノーベル文学賞を受賞した。1930年にはプレームチャンドによって文芸誌「ハンス」( Hans )が創刊され、1936年には進歩主義作家協会が設立されてプレームチャンドが第一回大会の議長となる。1930年代以降は民衆を取りあげる作品が増え、貧困、伝統との関係なども題材となった。
1947年にインドは独立を果たすが、インド・パキスタン分離独立による動乱は作家にも大きな影響を与え、これを描いた作品は動乱文学とも呼ばれている。クリシャン・チャンダルの『ペシャワール急行』や、ビーシュム・サーヘニーの『タマス』、クリシュナ・バルデーオ・ヴァイドの『過ぎ去りし日々』など多数ある。
その他の作家として、サタジット・レイによる映画化が有名なビブティブション・ボンドパッダエ、ベンガル語の短編小説の名手タラションコル・ボンドパッダエ、社会の過酷さと複雑さをユーモアを混じえて描くヒンディー語作家のウダイ・プラカーシらがいる。イギリス領時代からの影響により英語で著述活動を行う作家も多く、架空の街マルグディを舞台とした小説を書き続けたR・K・ナーラーヤン (R. K. Narayan) 、『首都デリー』で重層的な歴史小説を書いたクシュワント・シン、サーヒトヤ・アカデミー賞 (Sahitya Akademi Award) を受賞したアミタヴ・ゴーシュ、女性最年少でブッカー賞を受賞したキラン・デサイなどがいる。

## ノーベル文学賞を受賞したインド文学作家
- 1913年 - ラビンドラナート・タゴール

## 関連文献
- 粟屋利江, 太田信宏, 水野善文（編）「言語別南アジア文学ガイドブック」、東京外国語大学拠点南アジア研究センター、2021年3月、NCID BC06489160、2023年5月25日閲覧。